# Escudo santoméen
Pour les articles homonymes, voir Escudo.
L'escudo santoméen est l'ancienne monnaie officielle de Sao Tomé-et-Principe, de 1914 à 1977. Il a été remplacé par le dobra.

## Histoire monétaire
Colonie portugaise, Sao Tomé-et-Principe voit circuler des billets de banque et des pièces de monnaie portugais jusqu'en 1914. Avec l'abandon du réal portugais au taux de 1 000 contre un escudo portugais, des billets libellés en escudos santoméens contremarqués Sao Tomé-et-Principe sont alors produits ; ils sont à parité égale avec les billets portugais. Les premières pièces en escudos santoméens, monnaie divisée en 100 centavos, sont frappées à partir de 1929. Les dernières pièces sont produites en 1971. Avec l'indépendance de Sao Tomé-et-Principe proclamée en 1975, l'escudo est remplacé deux ans plus tard par le dobra au même taux.

## Émissions monétaires

### Pièces de monnaie
En 1929, la Monnaie de Lisbonne se met à frapper des pièces de 10, 20 et 50 centavos en nickel-bronze. En 1939, sont émises les pièces d'un escudo en cupronickel, et de 2½, 5 et 10 escudos en argent. La dernière série, type à la « caravelle », est produite en 1962 : 10, 20 et 50 centavos en bronze, 1 escudo en cupronickel, 2½ escudos en argent. En 1971, une pièce de 10 centavos en aluminium et des pièces de 5, 10 et 20 escudos en cupronickel signent les dernières émissions d'espèces métalliques.

### Billets de banque
En 1914, la Banco Nacional Ultramarino fait fabriquer en urgence des billets de 10, 20 et 50 centavos, série complétée en 1918 par un billet de 5 centavos, venant palier l'absence de numéraire. En 1921, la première série complète de billets est produite pour des valeurs de 1, 2½, 5, 10, 20, 50 et 100 escudos. Un billet de 500 escudos est imprimée en 1956, suivi par celui de 1 000 escudos en 1964.
Entre 1974 et 1976, la Banco Nacional de São Tomé e Príncipe fait fabriquer des billets aux montants de 100, 500 et 1 000 escudos. En 1976, un an après l'indépendance, la Banco Nacional applique une contremarque sur toutes les anciennes émissions de la Banco National Ultramarino afin de barrer le nom de cette banque. 